# Decennali
I Decennali di Niccolò Machiavelli sono due cronache in terzine dantesche sulle vicende fiorentine (dal 1494 al 1504 e dal 1504 al 1509.

## Descrizione
Il primo Decennale (o Compendium rerum decemnio in Italia gestarum, ottobre 1504), un resoconto in terzine degli avvenimenti fra il 1494 e il 1504 nello stile e nella tradizione (soprattutto premedicea) degli araldi che componevano relazioni poetiche di eventi storici e contemporanei. L'opera supporta l'azione del Soderini, concludendosi con l'auspicio che Firenze si doti di un proprio contingente militare che affranchi la Repubblica dalle inaffidabili stose truppe mercenarie.
Il secondo Decennale rimase incompiuto a causa del ritorno dei Medici a Firenze, e dunque dell’allontanamento di Machiavelli dalle cariche pubbliche.
I Decennali sono considerate opere minori non solo dalla critica letteraria, ma anche da quella storica, per la banalizzazione subita dal pensiero dell'autore. Occorre tuttavia osservare come, per il particolare carattere dei Decennali, l'autore assuma la veste di araldo della signoria, e non di libero pensatore. Quest'opera viene infatti composta da un Machiavelli segretario della seconda cancelleria, ovvero pubblico personaggio, probabilmente non libero d'esibire la propria originalità ideologica.